# 維基百科機械人
維基百科機械人是維護维基百科的网络机器人，著名例子有Lsjbot——該機械人在維基百科創建了数以百万计的條目。

## 活動
維基百科機械人是一類在維基百科上運行的軟件，用於協助編者執行簡單而又繁瑣的任務，像是修正常見錯別字、格式，以外部數據建立格式大同小異的地理類條目。瑞典語維基百科的維基人斯韋克·約翰松（Sverker Johansson）則開發出每天可以創建約1萬篇條目的機械人，不過此一舉動備受爭議。此外，也有機械人會在編者犯下常見的編輯錯誤時自動通知他們。英語維基百科的反破壞機械人ClueBot NG能夠在短時間內偵測和回退破壞，但其仍有可能犯錯；由於所有使用者（包括機械人）在維基百科上的編輯皆可被追蹤，故編者很容易修正機械人犯下的錯誤。於中文維基百科上運作的機械人需經過審核才可使用。
一篇於2017年發表的研究分析了2001至2010年的維基百科機械人活動，結果發現它們的編輯次數相當可觀，但由於製作者之間欠缺協調，致使機械人互相還原的次數高於人類——這在跨語種編輯當中尤其明顯。著者們相信這种情況已隨着维基数据的投入使用而減少。
酈安治認為，若維基百科沒有得到機械人維護，那麼就難以想像它會怎樣成長至擁有逾百萬篇條目的線上百科全書。

## 類型
維基百科的機械人可按其實際操作分類，它們會執行的操作如下：
- 透過程序化生成等手段創建條目
- 修正錯誤（編修、標記失效連結等等）
- 添加跨語言連結或外部連結
- 用标签标记内容
- 更新資料
- 為討論頁等頁面存檔
- 對抗垃圾訊息或不当行为
- 以推薦系統鼓勵用戶編輯
- 通知用戶

## 連結
- Wikipedia:机器人
- Wikipedia:機械人方針